# The Rascalz
The Rascalz est une équipe de catcheurs composé de Trey Miguel et Zachary Wentz. Ils travaillent actuellement à Impact Wrestling oú ils sont les actuels Impact World Tag Team Champions
Ils sont aussi connus pour leur travail au sein de la fédération Impact Wrestling entre 2018 et 2020. Le duo fit également des apparitions au sein de plusieurs fédération indépendantes, incluant la Pro Wrestling Guerrilla (PWG).
Dezmond Xavier & Zachary Wentz commencèrent à faire équipe sur le circuit indépendant en 2015. Ils rejoignirent plus tard un clan nommé Scarlet and Graves, qui luttait à l'origine à la Combat Zone Wrestling (CZW) ainsi que dans d'autres promotions indépendantes. En 2018, le clan fut dissout et  Xavier and Wentz formèrent The Rascalz. Ils furent vite rejoint par Myron Reed et Trey Miguel, mais Reed quitta rapidement le clan, laissant seulement un trio, ils débutèrent à Impact Wrestling peu après.
Le 2 décembre 2020, Dezmond Xavier & Zachary Wentz signent un contrat avec la WWE sous les noms de Wes Lee et Nash Carter. Ils remportent le Dusty Rhodes Tag Team Classic (2021) ainsi que les championnats par équipe de la NXT rapidement après leur signature,.

## Débuts et formation
Dezmond Xavier et Zachary Wentz firent équipe pour la première fois lors d'un show de la Rockstar Pro le 12 décembre 2015 en battant Ohio Is 4 Killers (Dave Crist and Jake Crist). Ils formèrent vite une alliance avec Dave Crist, JT Davidson et Brittany Blake nommée Scarlet And Graves lors d'un événement de la Combat Zone Wrestling le 13 février 2016 en battant Conor Claxton, Frankie Pickard et Neiko Sozio. Xavier and Wentz remportèrent de nombreux titres par équipe au sein du clan, incluant les CZW World Tag Team Championships deux fois et les All American Wrestling Tag Team Championships une fois. Une fois à la CZW, ils se séparèrent de Dave Crist et JT Davidson, contre qui Xavier and Wentz commencèrent une rivalité. Xavier & Wentz firent équipe avec leur futur partenaire Trey Miguel pour la première fois pour battre Ohio Is 4 Killers (Dave Crist, Jake Crist et Sami Callihan) lors d'un doors match à EVILution le 8 juillet 2017.
Scarlet and Graves fut dissout en 2017 et Xavier et Wentz formèrent alors The Rascalz à la Fight Club Pro faisant équipe avec Meiko Satomura contre Travis Banks et Aussie Open lors d'un six-person tag team match lors du 2ème jour du Dream Tag Team Invitational tournament le 11 mars 2018.

### Circuit indépendant (2018-2020)
Xavier et Wentz ajoutèrent Trey Miguel et Myron Reed aux Rascalz à la CZW lors de Welcome to the Combat Zone le 7 avril 2018. Ces derniers remportèrent un three-way tag team match face à Bandido et Flamita et Ohio Versus Everything. Lors de FCP's International Tekkers: Nothing Is True, Everything Is Permitted, Xavier et Wentzremportèrent les The Wrestling Revolver's PWR Tag Team Championships Millie McKenzie & Pete Dunne et The Besties In The World (Davey Vega et Mat Fitchett) lors d'un three-way match. Ils conservèrent les titres lors d'un one-night tag team tournament contre The Killer Death Machines (Jessicka Havok et Nevaeh), The Crew (Jason Cade et Shane Strickland) et The Latin American Exchange (Santana and Ortiz) lors de Catalina Wrestling Mixer 2. Miguel et Reed participèrent aussi au tournoi, perdant contre les Besties in the World lors du premier tour. Les Rascalz conservèrent les PWR Tag Team Championships jusqu'à It's Always Sunny In Iowa le 3 mars 2019, où ils perdirent les titres au profit de The Latin American Exchange lors d'un three-way match, incluant aussi les Besties in the World. Reed quitta le clan après que Xavier, Wentz et Miguel signèrent avec Impact Wrestling.
Le 12 mai Miguel et Wentz remportèrent les WC Big Top Tag Team Championships lors du show du WrestleCircus ; Encore battant The Dirty Devils (Andy Dalton & Isaiah James) et The Riegel Twins (Logan & Sterling) lors d'un three-way match. Après une défense de titres réussie face aux Riegel Twins et Private Party lors de Big Top Revival, Miguel et Wentz laissèrent les titres vacants le 25 juillet. Au sein de la fédération anglaise Southside Wrestling Entertainment, Xavier et Wentz remportèrent les SWE Tag Team Championships battant Chris Tyler et Stixx lors de III Manors le 10 août. TIls perdirent les titres face aux Deadly Sins lors de Lock, Stock And Three Smoking Rascalz.

### Pro Wrestling Guerrilla (2018–2019)

#### PWG Tag Team Champions (2018-2019)
Dezmond Xavier et Zachary Wentz débutèrent à la Pro Wrestling Guerrilla (PWG) lors de Time is a Flat Warfare le 28 mars 2018 en battant Bandido & Flamita. Le mois suivant lors de la première nuit du All Star Weekend le 20 avril, les Rascalz remportèrent un match face aux Chosen Bros (Jeff Cobb & Matt Riddle) et The Young Bucks remportant les World Tag Team Championships. Les Rascalz conservèrent leurs titres la nuit suivante face à Violence Unlimited.
Le 16 septembre lors de Battle of Los Angeles Day 3, Wentz et Xavier battent les Lucha Brothers et conservent leurs titres. Le 19 octobre lors de Smokey and the Bandido, ils conservent leurs titres contre The Latin American Xchange (Santana & Ortiz).
Le 18 janvier lors de Hand of Doom, ils conservent leurs titres en battant les Best Friends. Le 1er mars lors de Two Hundreads, ils conservent leurs titres en battant LAX et les Lucha Brothers lors d'un triple threat tag team match. Le 10 mai lors de Mystery Vortex VI, ils conservent leurs titres en battant Rey Horus & Flamita. Le 26 juillet lors de Sixteen, ils conservent leurs titres lors d'un ladder match en battant LAX.
Le 20 décembre, ils perdent contre Rey Horus & Aramis.

### Impact Wrestling (2018–2020)
The Rascalz signèrent avec Impact Wrestling en 2018. Dezmond Xavier avait déjà travaillé pour Impact, il a remporté la Super X Cup l'année précédente. Zachary Wentz et Trey Miguel firent leur première apparition le 6 octobre à Impact en faisant équipe avec Ace Austin face à oVe (Dave Crist, Jake Crist and Sami Callihan) mais furent battus. Le 15 novembre à Impact!, une vidéo annonce l'arrivée des Rascalz Ils effetuèrent leurs débuts le 29 novembre à Impact! Xavier et Wentz battant Chris Bey et Mike Sydal. Miguel était dans leur coin lors du match. Les Rascalz commençèrent une rivalité avec Moose en 2019, ce qui mena à une défaite des Rascalz face à Moose et The North lors du pay-per vie Rebellion. Durant le match, les noms de Xavier, Miguel et Wentz furent abrégés en Dez, Trey et Wentz.
Le 7 juin à Impact, Dez et Trey affrontent LAX pour les championnats par équipe de Impact, remportent le match par tombé de Wentz qui profita d'un aveuglement de l'arbitre mais la décision du match fut annulée et The Rascalz disqualifiés car Wentz ne participait pas officiellement au match. Le 7 juillet lors de Slammiversary, ils perdent face a The North lors d'un triple threat match qui incluait également LAX et ne remportent pas les titres par équipe.
Le 18 octobre lors de Prelude to Glory, Dez fut battu par Sami Callihan. Deux jours plus tard à Bound for Glory, The Rascalz battent Taurus, Dr. Wagner Jr. et Aero Star.
Le 10 janvier 2020 lors du Bash at the Bewery 2, Dez et Trey battent The North. Le 21 avril lors de Rebellion, Dez & Wentz battent Fallah Bahh & TJP et XXXL. Le 16 juin à Impact, ils perdent face à The North et ne remportent pas les titres par équipe de Impact.
Le 18 juillet lors de Slammiversary, ils perdent face à The Motor City Machine Guns. Plus tard lors du main event, Trey échoua à remporter le championnat mondial d'Impact au profit d'Eddie Edwards. Le 6 septembre à Impact, ils perdent de nouveau contre eux et ne remporte pas les titres par équipe de Impact. Le 29 septembre à Impact, ils perdent contre les Good Brothers. Le 24 octobre lors de Bound for Glory (2020), ils perdent contre The Deaners.
Le 11 novembre, il est annoncé que The Rascalz ne comptaient pas signer de nouveau avec Impact et qu'ils disputeront leur dernier match la semaine suivante à Impact. Le 17 novembre à Impact, The Rascalz disputent leur dernier match, Dez & Wentz perdant face à Trey Miguel et Rich Swann. Après le match, ils célèbrent leur départ d'Impact avant de se faire attaquer par Sami Callihan & Ken Shamrock.

### World Wrestling Entertainment (2020-2022)
Le 2 décembre 2020, Dezmond Xavier et Zachary Wentz sont annoncés comme nouvelles recrues du WWE Performance Center.

#### NXT Tag Team Champions (2021-2022)
Le 13 janvier, ils font leurs débuts sous les noms de Wes Lee (Dez) et Nash Carter (Wentz) sous le nom d'équipe MSK, remportant le premier tour du Dusty Rhodes Tag Team Classic en battant Jake Atlas et Isaiah "Swerve" Scott. Le 27 janvier à NXT, ils passent le deuxième tour du tournoi en battant Killian Dain & Drake Maverick. Le 10 février à NXT, ils battent Legado del Fantasma et passent les demi-finales du tournoi. Lors de NXT TakeOver: Vengeance Day, ils battent The Grizzled Young Veterans et remportent le Dusty Tag Team Classic et deviennent les challengers numéro un aux NXT Tag Team Championship.
Le 7 avril lors de NXT TakeOver: Stand & Deliver, ils battent Legado del Fantasma et Grizzled Young Veterans et remportent les NXT Tag Team Championships. Le 13 avril à NXT, ils battent Drake Maverick et Killian Dain et conservent leurs titres. Le 11 mai à NXT, ils battent Breezango. Le 1er juin à NXT, ils conservent leurs titres en battant la Legado del Fantasma. Après le match, ils célèbrent avec Bronson Reed face à Santos Escobar er la Legado del Fantasma. Le 1er juin à NXT, ils conservent leurs titres contre Llegado Del Fantasma. Lors de NXT TakeOver: In Your House, ils gagnent avec Bronson Reed contre Llegado Del Fantasma et conservent leurs titres.

## Palmarès
- All American Wrestling
  - 1 fois AAW Tag Team Champions - Xavier et Wentz

- Combat Zone Wrestling
  - 2 fois CZW World Tag Team Champions - Xavier et Wentz

- Impact Wrestling
  - 1 fois Impact World Tag Team Champions - Miguel et Wentz

- Insane Wrestling Revolution
  - 1 fois IWR World Tag Team Champions - Miguel et Reed (actuels)

- Pro Wrestling Guerrilla
  - 1 fois PWG World Tag Team Champions - Xavier et Wentz

- Southside Wrestling Entertainment
  - 1 fois SWE Tag Team Champions - Xavier et Wentz

- The Wrestling Revolver
  - 2 fois PWR Tag Team Champions  – Xavier et Wentz (1), Miguel et Wentz (1) (actuels)
  - PWR Tag Team Championships One Night Tag Team Tournament (2018) – Xavier et Wentz

- WrestleCircus
  - 1 fois WC Big Top Tag Team Champions – Miguel et Wentz

- World Wrestling Entertainment
  - 1 fois NXT Tag Team Champions - Lee et Carter
  - Dusty Rhodes Tag Team Classic (2021) – Lee et Carter